# AN/PVS-14
L'AN/PVS-14 è un visore notturno a cannocchiale utilizzato dalle forze armate degli Stati Uniti e dei paesi della NATO.
Utilizza un intensificatore d'immagine di terza generazione ed è prodotto dalla Litton Industries e dalla ITT Corporation.

## Utilizzo
Il visore notturno può essere agganciato sia all'elmetto che all'arma. Per l'elmetto si utilizzano dei meccanismi mobili che permettono di abbassare il visore solo quando necessario; sui fucili d'assalto viene applicato per mezzo di una slitta Picatinny.
Il dispositivo è stato incluso nel programma militare Land Warrior e nel kit SOPMOD.